# 班伯里
班伯里（英語：Banbury，/ˈbænbri/）是英國牛津郡的一個集镇，位於倫敦西北64英里（103），伯明翰東南38英里（61） ，考文垂以南27英里（43），牛津西北21英里（34）。據2011年英國人口普查，班伯里有46,853人。

## 友好城市
- 法國 埃尔蒙

## 外部連結
- Banbury town council （页面存档备份，存于）
- 《末日審判書》上的Banbury